# Cabildo de Luján (institución)
El Cabildo de Luján  fue una institución creada por el rey Fernando VI de España en Luján como cabildo colonial en y que comenzó a funcionar en 1756, luego de que el 26.º Gobernador del Río de la Plata o de Buenos Aires, José de Andonaegui le dio el título de villa del Virreinato del Perú al pueblo de Luján.
Las funciones del cabildo eran municipales y políticas y sus miembros eran individuos representativos de la población. Tenían a su cargo asuntos contenciosos, la protección de los pobres y menores, el cuidado de la cárcel, de la higiene, del abasto, de la defensa de la población, la celebración de las festividades civiles y eclesiásticas, es decir, toda clase de atribuciones relacionadas con los intereses públicos locales.
Los miembros del ayuntamiento se denominaban cabildantes y entre otras, tenían las obligaciones que se enumeran a continuación. El alcalde era el encargado de administrar la justicia. El alguacil mayor tenía la misión de ejecutar las resoluciones de los magistrados; el defensor de menores, cuidaba de los huérfanos y pupilos, de su educación y de la defensa de sus intereses. El defensor de pobres era el funcionario que representaba y defendía a los litigantes y encausados que carecían de defensor particular. El mayordomo del cabildo, guardaba las llaves de la sala capitular y demás oficinas y corría con el arreglo de la casa. Actuaba igualmente como escribiente y debía concurrir a las funciones con traje de ceremonia. Por último, el alférez real era el funcionario que llevaba el real estandarte en las grandes solemnidades, y tenía voz y voto en los cabildos.
Desde 1784 hasta 1786 el Cabildo de Luján fue suspendido. 
En 1786 fue restablecido con jurisdicción desde el río de las Conchas (hoy río Reconquista) hasta el río de Areco y desde el Río de la Plata, por el norte, hasta la frontera con los indígenas en el río Salado. Quedaron bajo su jurisdicción los partidos de: San Antonio de Areco o Areco Arriba, Pilar, Cañada de la Cruz o Exaltación de la Cruz o Capilla del Señor